# Scribonius Largus
Scribonius Largus (1. század) római orvos.
Szicíliából származott, Rómában élt, kora egyik leghíresebb orvosa volt. Egy Compositiones medicamentorum című, gyógyszerészeti tárgyú munka maradt fenn tőle. Egyes későbbi írók tévesen Designatianus néven is említik. Claudius császár udvari orvosa volt, e minőségében az uralkodót elkísérte annak 43-as britanniai utazására. Munkáját számos görög szerző munkáit alapul véve írta meg, nyelvezete egyszerű. Galénosz is nagy tisztelettel említette, s a mű századokon át forrásul szolgált az orvosoknak. A könyvet egy előkelő barátjának, Caius Iulius Callistusnak, Caligula egy szabadosának ajánlotta, aki Claudius uralkodása alatt komoly befolyásra tett szert, s Scribonius művét eljuttatta a császárhoz. A kötetben a szerző sorra veszi a betegségeket (a kor szokása szerint elkezdve a fejen, s végezve a lábakon), s ismerteti az ellenük használható egyszerűbb és összetettebb gyógyszerek elkészítési, illetve alkalmazási módjait. Az összesen 273 receptet tartalmazó munkában a sok népies és babonás elem mellett számos értékes részlet is található, így például itt olvasható az ópium készítésének legelső helyes leírása. Scribonius volt az első, aki az elektromosságot gyógyszerként ajánlotta fejfájás, illetve heves köszvényrohamok esetén (két vagy három zsibbasztó rájának a fájós területhez való szorítását javasolta, mire csakhamar zsibbadás érzete, majd a fájdalom elmúlása következik). A művében felsorolt gyógyszereknél nem csupán a betegség jellegét, hanem a beteg életkorát, testalkatát, valamint az éghajlati viszonyokat is figyelembe vette. A könyv nyomtatásban először 1529-ben jelent meg Párizsban. 